# Бебешешть
Бебешешть, Бебешешті (рум. Băbășești) — село у повіті Сату-Маре в Румунії. Входить до складу комуни Медієшу-Ауріт.
Село розташоване на відстані 437 км на північний захід від Бухареста, 16 км на схід від Сату-Маре, 117 км на північ від Клуж-Напоки.

## Населення
За даними перепису населення 2002 року у селі проживали 704 особи.
Національний склад населення села:
| Національність | Кількість осіб | Відсоток |
| -------------- | -------------- | -------- |
| румуни         | 697            | 99,0%    |
| угорці         | 7              | 1,0%     |

Рідною мовою назвали:
| Мова      | Кількість осіб | Відсоток |
| --------- | -------------- | -------- |
| румунська | 696            | 98,9%    |
| угорська  | 8              | 1,1%     |